# РЛС Giraffe

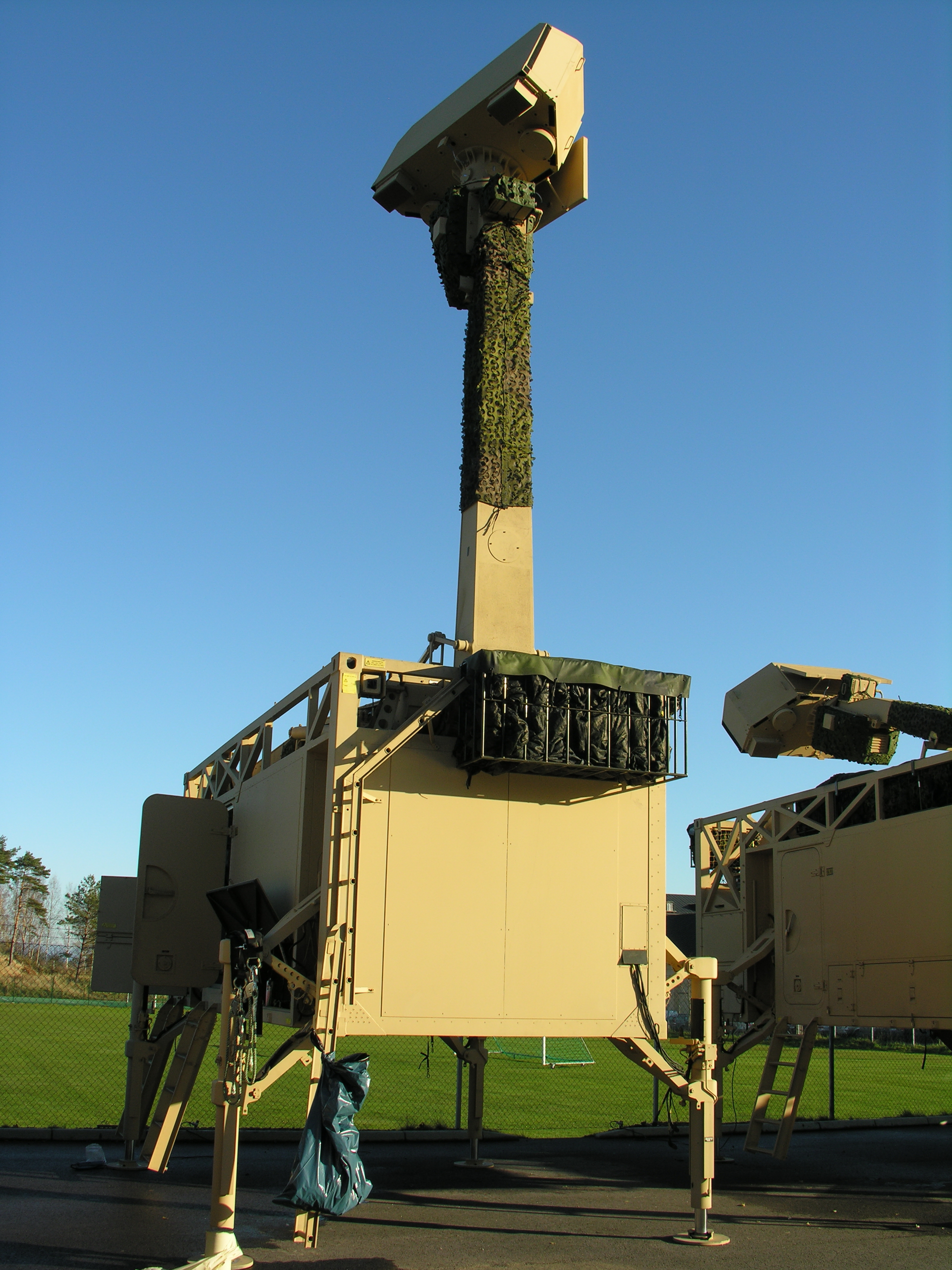
Контейнерный вариант GIRAFFE AMB

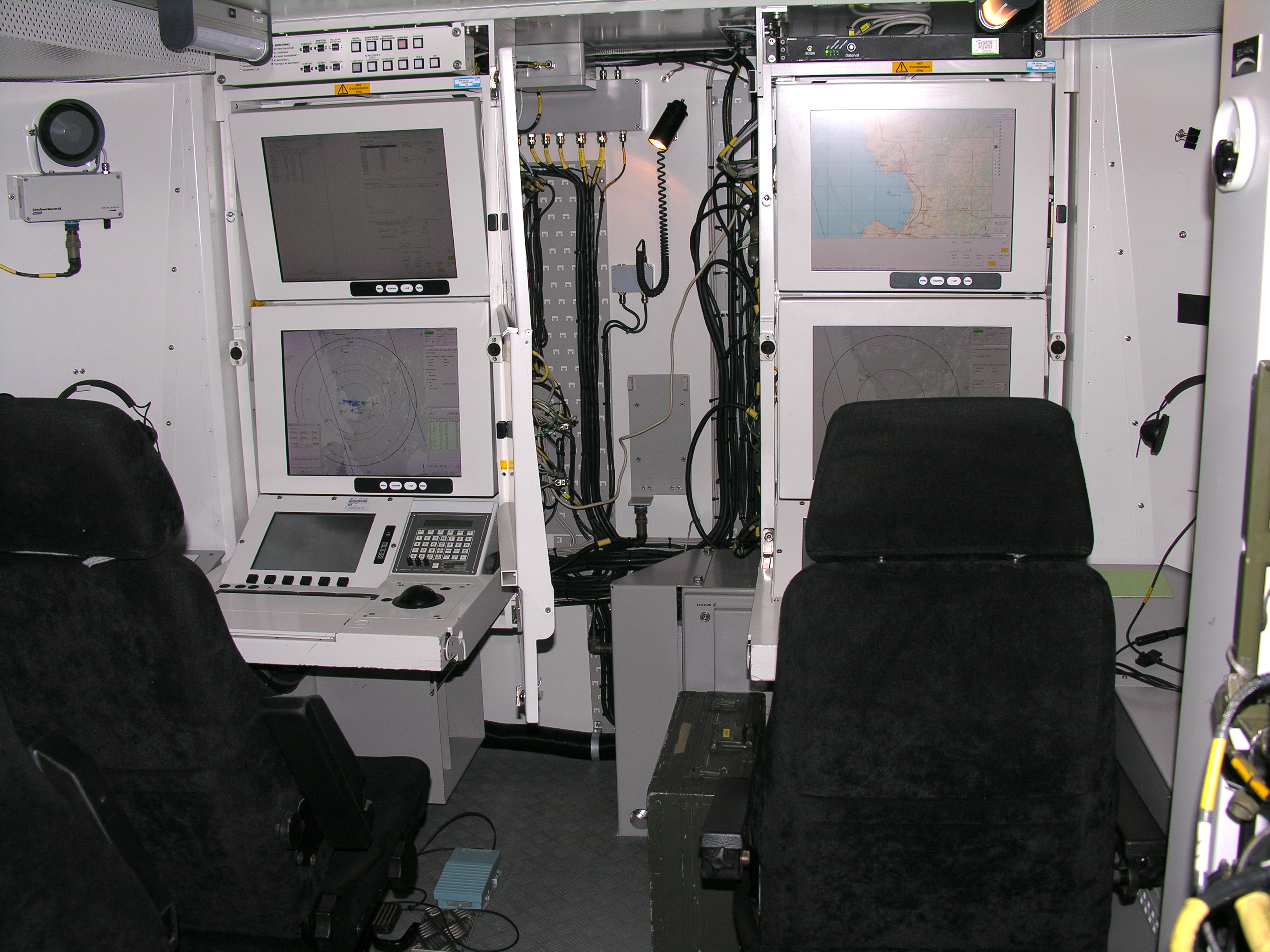
Рабочие места операторов РЛС Giraffe AMB

РЛС Giraffe AMB является характерным представителем современного поколения радаров с цифровыми антенными решётками, в которых цифровое диаграммообразование выполняется в одной угловой плоскости и осуществляется вращение антенны по азимуту.
Разработка опытного образца радара Gіraffe AMB (Agіle Multі Beam) была завершена в 1997 г. в рамках контракта стоимостью 80 млн. $ шведской фирмой Erіcsson Mіcrowave Systems AB (в 2006 г. соответствующее подразделение Erіcsson было продано SAAB Mіcrowave Systems).

## Характеристики РЛС Giraffe AMB
Аппаратура Gіraffe AMB вместе с рабочими местами трёх операторов размещается в одном 10-тонном контейнере длиной 6 м, транспортируемом на автомобильном шасси. Время боевого развёртывания составляет 10 мин, высота максимального подъёма антенны — 13 м (возможен промежуточный режим с высотой подъёма 9 м). Рабочий диапазон частот — 5,4 — 5,9 ГГц.
Инструментальная зона обзора пространства РЛС по дальности составляет от 30 до 100 км и превышает 20 км по высоте.
Одна РЛС Giraffe AMB может одновременно выполнять функции командного пункта и РЛС целеуказания (Surveilence and Control Center, SCC) для 6 пусковых установок (ПУ) ЗРК RBS 23 Bamse

## РЛС Sea Giraffe

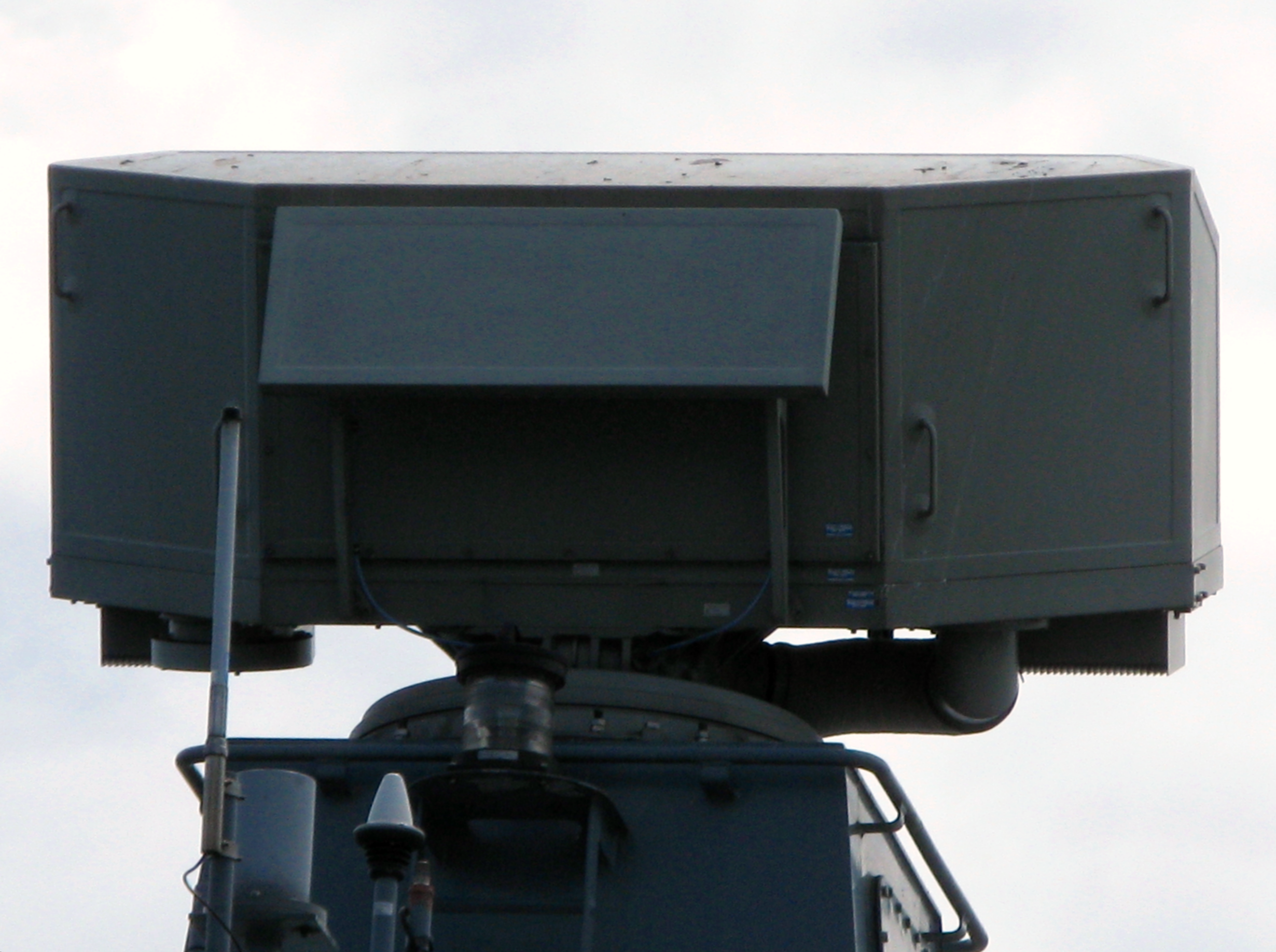
РЛС Sea Giraffe в составе польского корвета

Наряду с сухопутной версией разработан также морской вариант данной РЛС — Sea Gіraffe.
Эта радиолокационная станция является трёхкоординатной. Рабочая частота — 4-6 ГГц. Станция имеет две основные частоты вращения — 30 оборотов в минуту в режиме обнаружения и 60 оборотов в минуту в режиме выдачи целеуказания. Антенный пост — стабилизирован. РЛС способна обнаруживать воздушные цели на дальности 32-45 миль.
Кроме корветов типа «Висбю» (Швеция), РЛС Sea Gіraffe состоит на вооружении польских и американских ВМС, а также ВМС Объединённых Арабских Эмиратов.

## РЛС Giraffe 4A
Многофункциональный радар Giraffe 4A (Швеция) в S-диапазоне частот (2 — 8 ГГц) обеспечивает одновременное решение задач обнаружения аэродинамических и баллистических целей, контрбатарейной борьбы (Weapon Location), C-RAM (уничтожение ракет, артиллерийских боеприпасов и мин в полёте), а также борьбы с БПЛА.
Особенностью этой РЛС является реализация её на базе плоской цифровой антенной решётки (ЦАР) с двумерным многолучевым цифровым диаграммообразованием по азимуту и углу места. Это позволяет осуществлять расчёт точек падения боеприпасов и позиций артиллерии на дальностях до 80 км, а также одновременно сопровождать траектории 5 мин в залпе, определить конечные точки их траектории и позиции 5 миномётов в одном позиционном районе.

## Галерея

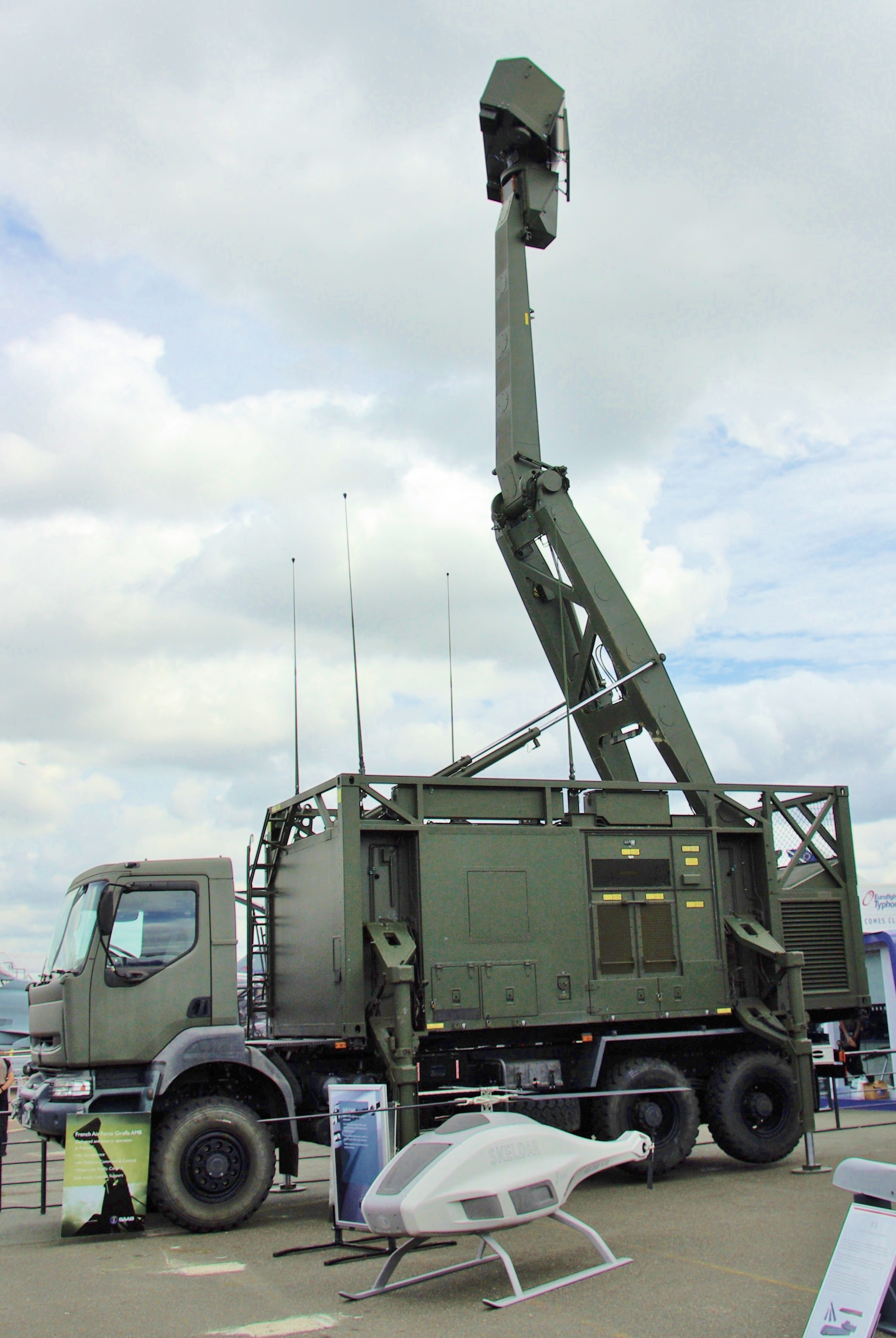
Giraffe AMB - радар на аэрошоу в  Ле Бурже, 2007 г.